# Zgornji Velovlek
Zgornji Velovlek este o localitate din comuna Destrnik, Slovenia, cu o populație de 85 de locuitori.